# Keeshond
Keeshond (Tysk spets / Wolfsspitz) är en hundras av blandat ursprung. Tyskland räknas som dess hemland, men rasen är utvecklad i England på hundar från Nederländerna. Den är en variant av tysk spets som traditionellt varit gårdshund och skeppshund men som är framavlad som sällskapshund och för hundutställningar.

## Historia
Hundar liknande keeshond har identifierats på målningar av Jan Steen (1626-1679). Den moderna aveln började med att exemplar importerades till England 1905. 1923 visades de på utställning första gången i Birmingham. Den första brittiska rasklubben bildades 1925 under namnet Dutch Barge Dog Club (Holländsk pråmhundsklubb). Året därpå ändrades namnet till Keeshond Club. Det holländska intresset för rasen började efter engelsmännens; rasen erkändes 1933 då den också fick en holländsk rasstandard. I västra Tyskland har samma hundrastyp gått under namnet Wolfspitz syftande på pälsfärgen. 1997 samordnade den tyska kennelklubben Verband für das Deutsche Hundewesen (VDH) rasstandarderna för de olika varianterna av tysk spets, inklusive keeshond / wolfspitz. I USA och Storbritannien är keeshond fortfarande en självständig ras.
Namnet keeshond kommer av Kees som är en holländsk kortform för Cornelis och som återkommer i Jan Kees som är smeknamn på holländare. Detta har även gett upphov till yankees. 
Namnet Keeshond kan också syfta på en känd person: Den kämpande Cornelis de Gyselaer (1751 - 1815) var känd som förädlare både av grå spetsar och tulpaner medan han dessutom var politiker. Han hörde tillsammans med sin bror till det republikanska partiets ledning. En konflikt ledde till att symbolen för kungadömets anhängare blev en mops och republikanernas anhängare en keeshond. Republikanerna förlorade, ledarna fängslades och blev hängda för landsförräderi. Efter nederlaget var det inte längre populärt att hålla sig med ett hund som symboliserade republikanerna och rasen var nära att dö ut i Holland. Räddningen blev engelska adelsmän som reste på de holländska kanalerna och blev förtjusta i ”pråmhundarna” och tog över dem till England, avlade vidare på dem och gav dem det utseende de har idag. Från England har rasen sedermera spritts till andra länder, speciellt USA, Kanada, Australien och Norden.[källa behövs]

## Egenskaper
Keeshond tycker om att vakta. Den kan vara reserverad mot främlingar men är vanlig som sällskapshund. Den anses vara lättlärd och arbetsvillig.

## Utseende
Keeshond har en fin päls med ståtlig krage. Underullen är ljus, tät och mjuk medan de mörka ytterhåren är styvare och står rakt ut från kroppen. Svansen bärs ringlad på ryggen. Tassarna är kattlika och ögonen mandelformade. Spetsig nos och upprättstående öron. Färgen är gråsvart med svart huvud och rygg. Kragen, benen, svansen och buken är grå. Mankhöjden för en hane är 45–55 cm, något lägre för en tik.